# Jonas Lantto
Jonas Per Oskar Lantto (Kiruna, 22 maggio 1987) è un ex calciatore svedese, di ruolo centrocampista.

## Caratteristiche tecniche
È un centrocampista con attitudini offensive generalmente utilizzato come ala, sia sulla fascia sinistra che su quella destra.

## Carriera
Lantto ha iniziato a giocare a calcio a Kiruna, cittadina che gli ha dato i natali, situata a nord del circolo polare artico. Al termine della stagione 2006 è stato nominato giocatore dell'anno della contea del Norrbotten nonostante la retrocessione del club in quarta serie.
Nel 2007 si è trasferito al Gefle, squadra impegnata in Allsvenskan. Al primo anno colleziona 22 presenze, anche se solo 6 di queste da titolare. Nel corso dell'annata seguente registra la sua unica presenza con la Nazionale Under-21. Il 19 luglio 2014, contro l'Halmstad, ha giocato la sua partita numero 200 in Allsvenskan. Il 6 novembre 2014, segnando nella partita di andata degli spareggi salvezza contro il Ljungskile, ha aiutato il Gefle a giocare nella massima serie per l'undicesima stagione consecutiva. La squadra è però retrocessa al termine dell'Allsvenskan 2016. Lantto è comunque rimasto in rosa, almeno fino alla fine della stagione 2018, conclusa con la retrocessione in terza serie. A seguito di questa decisione, visti i 12 anni di militanza che lo hanno portato a diventare il recordman di presenze nel club, la sua maglia numero 17 è stata ritirata dal Gefle.
Il 1º marzo 2019, quasi trentaduenne, è sceso ufficialmente a giocare nella quarta serie nazionale accordandosi con l'FK Karlskrona. Ad influenzare questa scelta è stata la decisione di trasferirsi con la famiglia presso la cittadina di Karlskrona, con l'intento di studiare ingegneria meccanica. A fine stagione, la squadra ha conquistato la promozione in terza serie. Lantto si è ritirato dal calcio giocato nel 2020, al termine della sua seconda stagione con gli arancioneri.